# Elli (navire)
Pour les articles homonymes, voir Elli (homonymie).
L’Elli est un pétrolier construit en 1986 par les chantiers Samsung Shipbuilding & Heavy Industries de Geoje pour la compagnie R W Miller. Il est mis en service sous le nom de Canopus. En 1996, il est vendu à la compagnie Golden Fleece Maritime qui le renomme Elli. Le 30 août 2009, alors qu’il attend pour entrer en cale sèche à Suez, il se casse en deux et coule. Il est par la suite renfloué, séparé en deux parties et envoyé à la casse. Il est détruit à Gadani en 2010.

## Histoire
L’Elli est un pétrolier construit en 1986 par les chantiers Samsung Shipbuilding & Heavy Industries de Geoje pour la compagnie R W Miller. Il est mis en service sous le nom de Canopus.
Le 10 août 1987, il perd son ancre gauche au large de Torquay.
Le 19 mai 1988, il heurte un quai à Geelong.
En mai 1993, des dommages structurels sur la citerne no 6 sont rapportés.
En 1996, il est vendu à la compagnie Golden Fleece Maritime qui le renomme Elli.
Le 26 mai 2009, il s’échoue dans le golfe d’Aden. Il est remis à flot par deux remorqueurs de la société NafsiPoseidon Group le 3 juin et remorqué jusqu’à Suez où il est réparé.

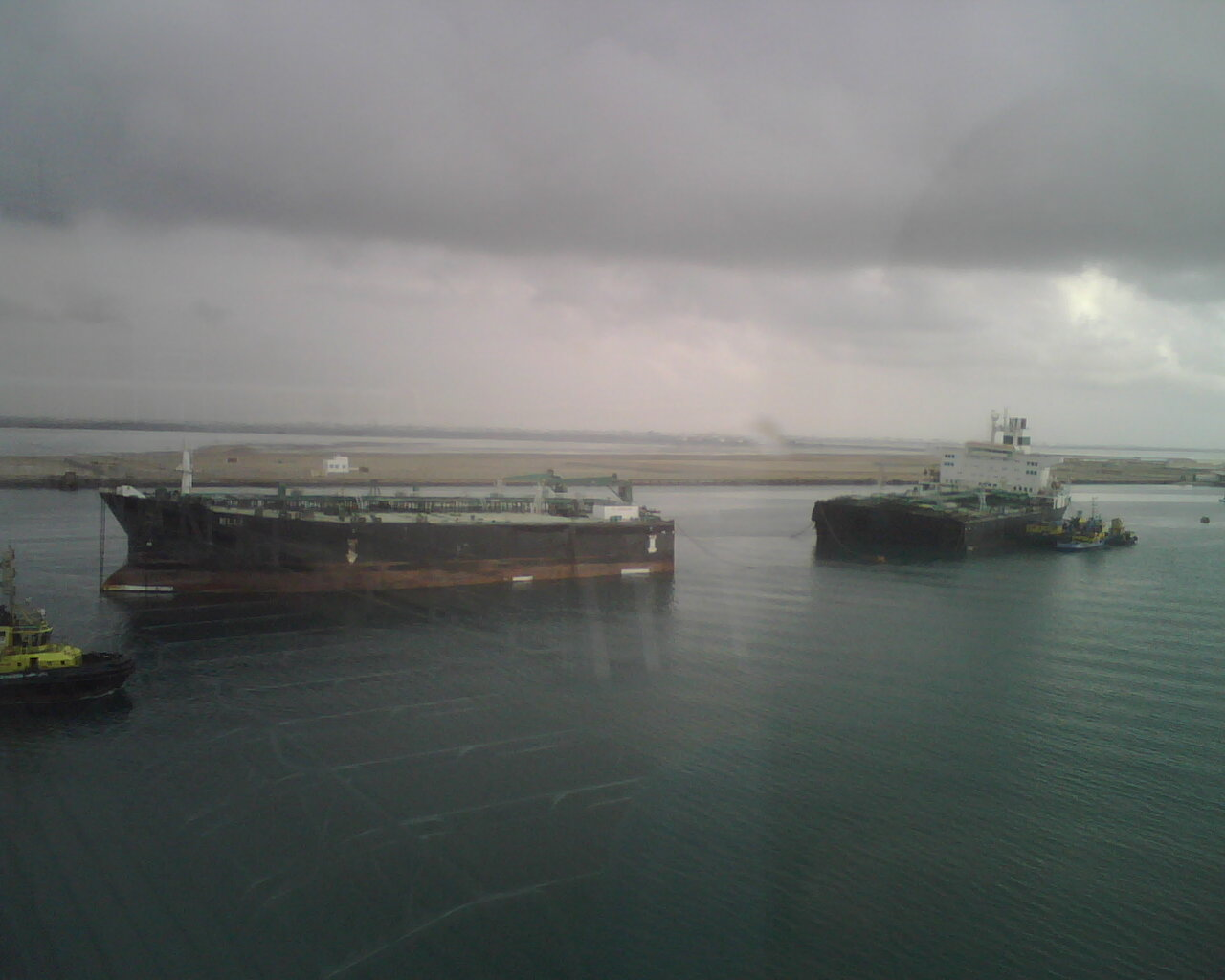
L’Elli à Aden en février 2010.

Le 30 août 2009, alors qu’il attend pour entrer en cale sèche à Suez, il se casse en deux et coule. Il est renfloué le 2 septembre 2009 par deux remorqueurs de la société NafsiPoseidon Group, puis remorqué vers Aden avant d’être rendu à ses propriétaires le 28 décembre 2009.
Déclaré perte totale, il est vendu à la casse et détruit à Gadani en 2010.